# 어제 일은 모두 괜찮아
《어제 일은 모두 괜찮아》는 2019년에 개봉한 대한민국의 영화이다. 미즈타니 오사무의 책 《얘들아, 너희가 나쁜 게 아니야》를 원작으로 한다.

## 캐스팅
- 김재철 : 민재 역
- 윤찬영 : 준영 / 지근 역
- 손상연 : 용주 역
- 김민주 : 수연 역
- 김진영 : 현정 역
- 박건주 : 성태 / 준석 역
- 박하영 : 세연 역
- 김성곤 : 민성보 / 취객 역
- 김나영 : 지현 역
- 정은임 : 은경 역
- 이다윗 : 다윗 역
- 이은샘 : 미란 역
- 강성욱 : 젊은 민재 역
- 최현진 : 어린 준영 역
- 윤영주 : 준영 모/ 지근 모 역
- 박건락 : 용주 부 역
- 강지원 : 현정 모 역
- 박지훈 : 젊은준영 부 역
- 조은 : 젊은준영 모 역
- 김종수 : 병원원장 역
- 김희현 : 1-8교사 역
- 고권호 : 동혁 역
- 이남규 : 동혁친구 1 역
- 이예찬 : 동혁친구 2 역
- 한경석 : 편의점주인 1 역
- 소일섭 : 편의점주인 2 역
- 정미경 : 초등급식실직원 역
- 최선영 : 젊은준영모친구 역
- 장주완 : 폭주족청년 역
- 손현준 : 형사 1 역
- 강구하 : 형사 2 역
- 송동현 : pc방 알바생 역
- 옥주리 : 고등급식실직원 1 역
- 성현미 : 고등급식실직원 2 역
- 이창언 : 다윗무리 1 역
- 홍대의 : 다윗무리 2 역
- 안윤성 : 급식실학생 1 역
- 이지국 : 급식실학생 2 역
- 서상곤 : 운전자 1 역
- 최형 : 운전자 2 역
- 두태연 : 화장터직원 역
- 하태환 : 경찰서순경 역
- 이윤 : 어린 용주 역